# Станко Судивоєвич
Станко (Станіслав) Судивоєвич, також Суд(з)и(і)воє(ге)вич (нар. друга чверть XV століття — пом. перед 6 вересня 1481) — державний діяч Великого князівства Литовського, староста (намісник) гродненський (1463—1476), маршалок двору (1464—1476) та маршалок земський литовський (1476), Троцький воєвода (1477—1478).

## Життєпис
Народився Станко, імовірно, у другій чверті XV століття в родині впливового великокняжого урядника Судивоя Волімонтовича, представника литовського боярського роду Волімонтовичів. Мав сестру невідомого імені — дружину маршалка господарського, старости браславського, намісника смоленського і Троцького воєводи Івашка (Яна) В'яжевича.
Вперше згадується в документах 1463 року як староста (намісник) гродненський (1463—1476), який засідав у великокняжій раді.
У березні 1469 року Станко, імовірно, з дружиною Катериною, здійснив подорож до Риму. В супліці до Папи Римського визнавав, що лише нещодавно перейшов до католицької віри з «татарського язичницького обряду» (лат. ritum antea Tartarorum et paganorum), якого продовжують дотримуватися деякі жителі в околицях Деволтува. Думки вчених щодо початкового віросповідання Станка розділилися: вважають, що він міг бути і язичником, і православним.
Протягом 1464—1476 років (можливо, й перед 1463 роком) був маршалком двору (господарським) Казимира Ягеллончика. У листі литовських панів до магістра Тевтонського ордену від 22 листопада 1474 року Станко Судивоєвич називається «найвищим (головним) маршалком його милості господаря» (нім. königlicher gnadin oberste marschalk). Очевидно, був саме найголовнішим серед інших відомих на той час двірських маршалків — Івашка В'яжевича, Богдана Саковича, Яна Кучука, Івана Ходкевича, Миколи Немировича тощо. За деякими даними, в першій половині 1476 року виступав уже як маршалок земський литовський, що, в принципі, можливо, враховуючи, що земський маршалок Радзивілл Остікович близько 1475 року був призначений Віленським каштеляном, а наступний за ним, Мартин Гаштовт, згадується на цій посаді найраніше у травні 1477 року.
Протягом 1477—1478 (за іншими даними — протягом 1478—1483 років обіймав посаду Троцького воєводи.
Помер до 6 вересня 1481 року, був похований у фундованій ним каплиці святої Трійці (пізніше — Судивоєва) у Віленській катедрі.

## Маєтності та фундації
Основні вотчинні володіння Станка Судивоєвича знаходилися в околицях Вількомира. У Мінському повіті володів великим маєтком у Шацьку та Станьковому (ймовірно — навколо сучасного села Станькове), також маєтком Сурвілішки (тепер Сурвілішкіс у Литві) над річкою Невежисом і Ботоки (Батакяй) у Жмуді, мав будинки у Вільні та Ковні.
1468 року заснував у Ковні один із перших у Литві бернардинських кляшторів. 4 квітня 1471 року передав його ченцям свій будинок біля Ковненського замку.
Перед 1469 роком відновив фундацію костелу у родинному Деволтуві, у березні цього року особисто відвідав Папу Римського і клопотався про оголошення в ньому церковних свят.
Був також фундатором каплиці святої Трійці у Віленській катедрі, де й був похований. Посагом для неї подарував Віленському єпископству свій великий Станьківський маєток.
Після його смерті частина володінь перейшла до племінниці Ганни, дружини Петра Івановича Монтигердовича, та великого князя. Маєтком Батаки (Ботоки) в Жмуді заволодів його двоюрідний племінник Ян Кезгайлович.

## Сім'я
Дружина — Катерина. В. Семкович вважав, що від Станка Судивоєвича походили Станко(е)вичі, які 1541 року судилися за вотчину Деволтув. Проте той факт, що після його смерті одна частина володінь перейшла до його племінників, інша частина до великого князя, свідчить про те, що, ймовірно, він помер бездітним.